# A Sketch of the Vegetation of the Swan River Colony
A Sketch of the Vegetation of the Swan River Colony, també conegut per la seva abreviatura botànica estàndard Sketch Veg. Swan R. és un article de 1839 realitzat per John Lindley sobre la flora de la Colònia del Riu Swan. Gairebé 300 noves espècies en van ser publicats, moltes de les quals encara estan en curs.
Va aparèixer com la tercera part de l'Appendix to the first twenty three volumes of Edward's Botanical Register, les dues primeres parts estaven els índexs dels volums anteriors de l'Edwards's Botanical Register, del que va ser editor Lindley. Conté 58 pàgines, publicat en tres parts. Les pàgines 1 a 16 es van emetre l'1 de novembre de 1839; les pàgines 17 a 32 l'1 de desembre de 1839; i les restant 26 pàgines l'1 de gener de 1840. També conté quatre gravats basats en esbossos de Lindley, i nou acolorits a mà de plaques litogràfiques, de l'artista i litògraf dels quals s'ignoren els seus noms i fins ara són desconeguts. D'acord amb Helen Hewson, els gravats en fusta són d'alta qualitat, però les plaques "no estan a l'altura de la norma de la il·lustració contemporània".
Un esbós de la vegetació de la Colònia del riu Swan només representa el segon intent de proporcionar una flora de la colònia, la primera va ser d'Stephan Ladislaus Endlicher en el 1837 Enumeratio plantarum, un treball en Llatí dels quals es va publicar només un. Per tant, en aquell moment, moltes espècies no descrites es trobaven pendents de publicació, exemple de la, ara difunta, família Stylidaceae, assenyala Lindley que en "prodromus quaranta-sis espècies només porten el nom New Holland ... però només les del riu Swan té, almenys, quaranta espècies, i hi ha algunes de Baró Hugel que jo desconec ". Treballant principalment amb les col·leccions de James Drummond, Lindley va poder publicar al voltant de 280 taxons nous, molts dels quals encara es troben al dia.